# Водонапорная башня завода «Красный гвоздильщик»
Водонапорная башня завода «Красный гвоздильщик» расположена в Санкт-Петербурге, по адресу 25-я линия Васильевского острова, 4, на углу с Масляным каналом. Признана образцом стиля конструктивизм и советского авангарда.

## История
В 1857 году в квартале между 25-й линией Васильевского острова и Масляным каналом (ныне засыпанным) был основан чугунолитейный завод французского купца Ф. А. Шопена. В 1873 году в этом же квартале было основано Общество железопрокатного и проволочного завода, которое в 1921 году переименовали в «Красный гвоздильщик». В период работы Общества на территории завода был создан ряд зданий в кирпичном стиле по проектам П. В. Алиша, П. К. Бергштрессера, Н. М. Проскурнина.
Во время первой пятилетки здесь развернулось активное строительство новых зданий (прокатного, сталепроволочного цехов, электростанции), самым заметным из которых стала водонапорная башня канатного цеха, построенная по проекту выпускника Петербургской Академии художеств архитектора Я. Г. Чернихова в 1930 году. Впрочем, здание не было реализовано в полном соответствии с проектом Чернихова. Канатный цех дорабатывали М. Д. Фельгер и К. В. Сахновский; реализованный вариант упрощён в сравнении с оригинальным, он явно утилитарен. Здание было также искажено поздними переделками, сама башня дошла без изменений.
В постсоветский период здание было заброшено, частично признано аварийным. По фотографиям, сделанным в середине 2010-х годов внутри здания, можно понять, что там было опасно находиться. Попасть в верхнюю часть башни, где прежде находился бак с водой, было невозможно, поскольку были спилены металлические лестницы. Заводские постройки в кирпичном стиле были утрачены.
Известно, что поклонницей творчества Чернихова была Заха Хадид. Водонапорная башня завода была первой достопримечательностью, которую она осмотрела при посещении Санкт-Петербурга.
Летом 2021 года началось приспособление канатного цеха под офисное здание по заказу «Setl Group». В сентябре часть здания со стороны двора снесли. Планируется[уточнить], что впоследствии разобранные северный и западный дворовые фасады будут восстановлены в стилистике архитектурного решения лицевых фасадов. Также будут воссозданы[уточнить] системы ферм и световых фонарей с учётом сегодняшнего конструктивного решения. Внутри башни запланирована установка лифта, а там, где находился бак с водой, обустроят помещение с обзорной площадкой.
25 января 2025 года здание канатного цеха с водонапорной башней открыто после реконструкции; оно стало с этого дня одним из корпусов петербургского отделения НИУ ВШЭ. Сообщается, что ВШЭ взяла здание в аренду у компании Setl Group в сентябре 2024 года.

## Архитектура
Башня очертаниями напоминает гвоздь, символически олицетворяя завод «Гвоздильщик». Согласно замыслу архитектора, круглый бак водонапорной башни держат стойки сквозной вертикальной конструкции. Композиция построена на контрасте вертикали башни и протяжённого здания цеха, во внешнем виде башни контрастируют жёсткие прямолинейные и плавные криволинейные формы, что создаёт пластическую экспрессию, несмотря на лаконичность. По сравнению с оригинальным проектом поперечные фонари верхнего света заменили протяженным продольным фонарём, здание цеха стало протяжённее, на баке появилось горизонтальное остекление, пилоны заменили простенками, изменились пропорции окон и завершение торца здания, вместо чисто железобетонного каркаса реализован железобетонный каркас с газобетонным заполнением.